# Гордеев, Анатолий Николаевич
Анатолий Николаевич Горде́ев (род. 24 сентября 1954, Евлашево, Пензенская область) — заместитель руководителя аппарата Счётной палаты Российской Федерации, депутат Государственной думы первого созыва.

## Биография
Родился 24 сентября 1954 года в селе Евлашево Кузнецкого района Пензенской области.

### Образование и трудовая деятельность
В 1979 году окончил МИНХ имени Г. В. Плеханова, Саратовскую ВПШ в 1989 году.
С 1971 по 1972 год работал сварщиком САЗ. С 1972 по 1974 год проходил срочную службу в СА. После службы продолжил работу на Саратовском авиазаводе.
С 1979 по 1981 год — ассистент кафедры Саратовского экономического института.

### Политическая деятельность
С 1981 по 1983 год — заместитель председателя исполкома, председатель районной плановой комиссии исполкома Волжского районного Совета народных депутатов.
С 1983 по 1985 год — заместитель председателя Городской плановой комиссии исполкома Саратовского городского Совета народных депутатов.
С 1985 по 1987 год — инструктор отдела торговли и бытового обслуживания Саратовского областного комитета КПСС.
С 1987 по 1991 год — заместитель начальника Управления торговли исполкома Саратовского областного Совета народных депутатов.
С 1991 по 1993 год был исполнительным директором Саратовской региональной торгово-производственной ассоциации «Гермес».
В декабре 1993 года избран депутатом Государственной Думы РФ первого созыва, был членом Комитета по бюджету, налогам, банкам и финансам.
1 сентября 1996 года баллотировался на пост губернатора Саратовской области, уступил Дмитрию Аяцкову, набрав 16 % голосов
С 1996 по 1998 год — заместитель генерального директора по финансовым вопросам Государственного научно-производственного предприятия «Контакт».
С 1998 по 2000 год — руководитель Секретариата Председателя Счётной палаты Российской Федерации.
С 2000 по 2002 год — начальник сводно-аналитической инспекции, начальник инспекции сводного контроля Счётной Палаты Российской Федерации.
С 2002 года — заместитель руководителя аппарата Счётной палаты Российской Федерации.
Действительный государственный советник РФ 1 класса (классный чин присвоен Указом Президента РФ от 20 марта 2007 г.)
Советник Председателя ЦК КПРФ Г. А. Зюганова.

### Награды
Награжден орденом Почёта (2010)